# فراسارو
فراسارو (به ایتالیایی: Frascaro) یک کومونه در ایتالیا است که در استان آلساندریا واقع شده‌است.

## خصوصیات
فراسارو ۵٫۳ کیلومترمربع مساحت و ۴۵۷ نفر جمعیت دارد.